# Mortes em janeiro de 2016
Mortes em 2016: ← Janeiro – Fevereiro – Março – Abril – Maio – Junho – Julho – Agosto – Setembro – Outubro – Novembro – Dezembro →
Esta é uma relação de pessoas notáveis que morreram durante o mês de janeiro de 2016, listando nome, nacionalidade, ocupação e ano de nascimento.

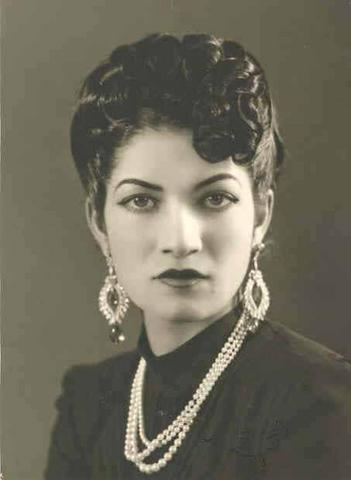
Ashraf Pahlaví, princesa iraniana.

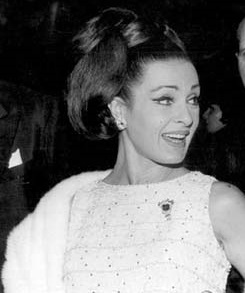
Silvana Pampanini, atriz italiana.

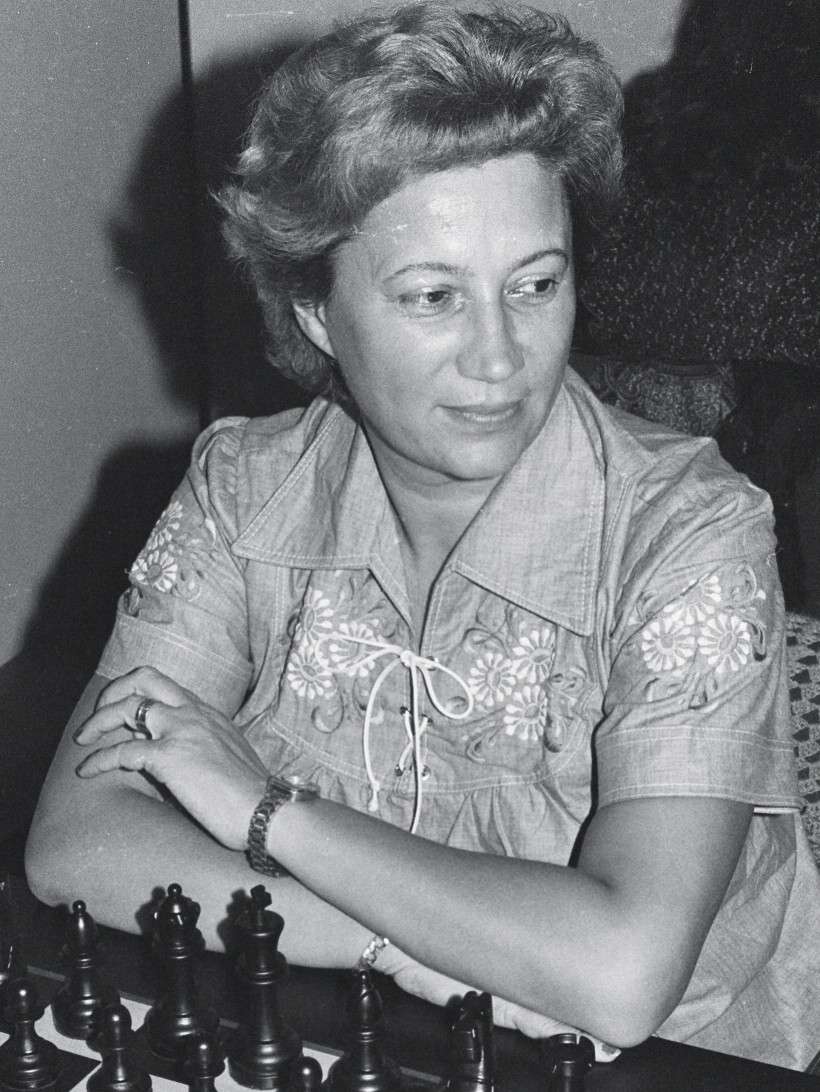
Elisabeta Polihroniade, enxadrista romena.

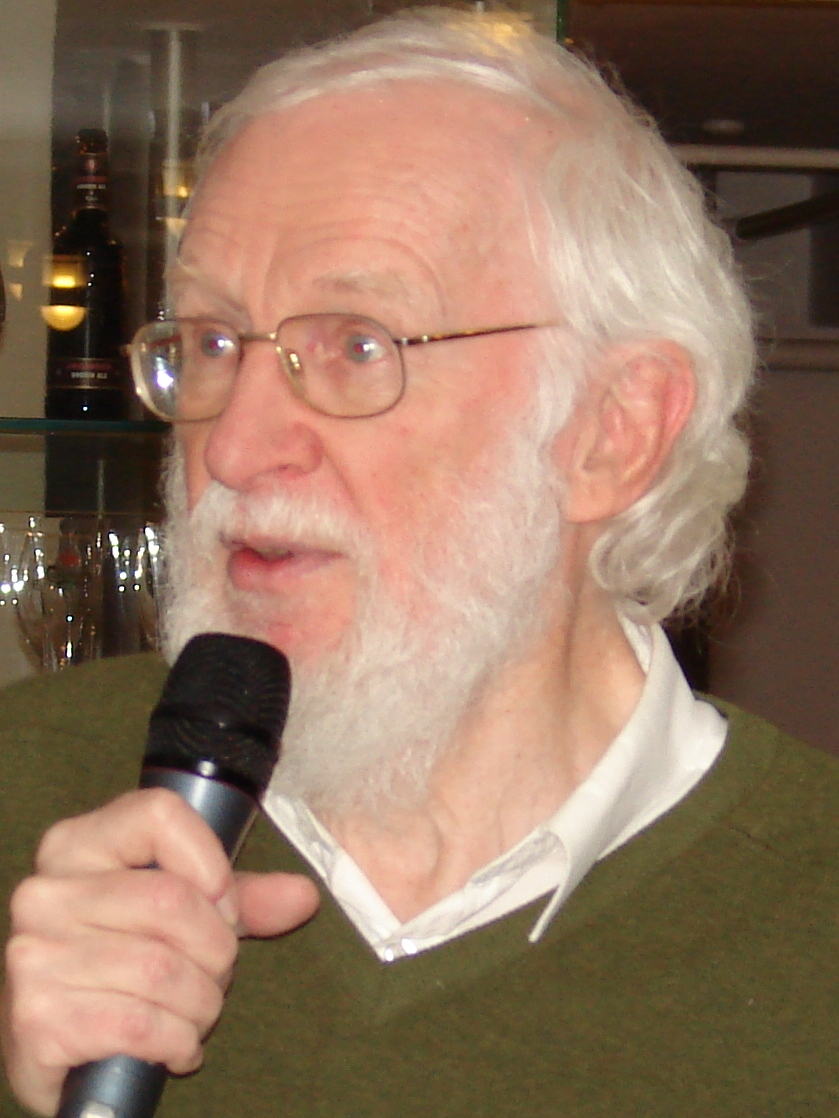
Peter Naur, informático dinamarquês.

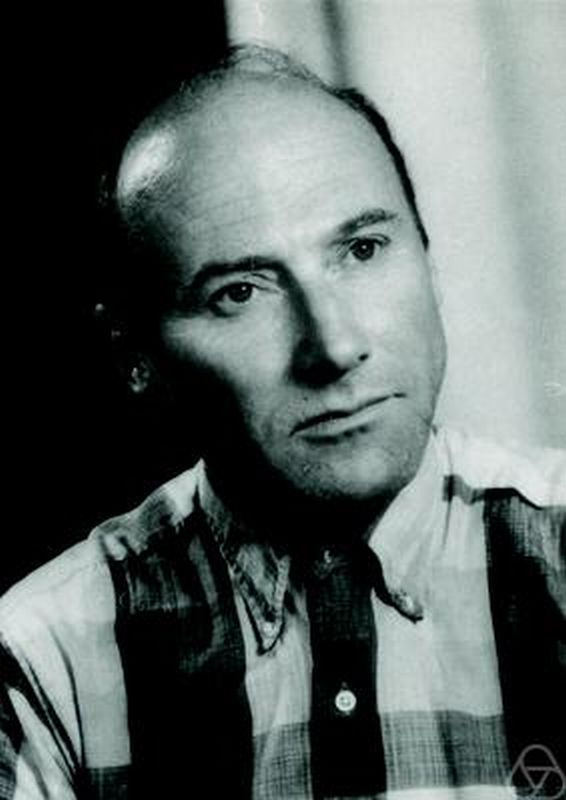
Rudolf Haag, físico alemão.

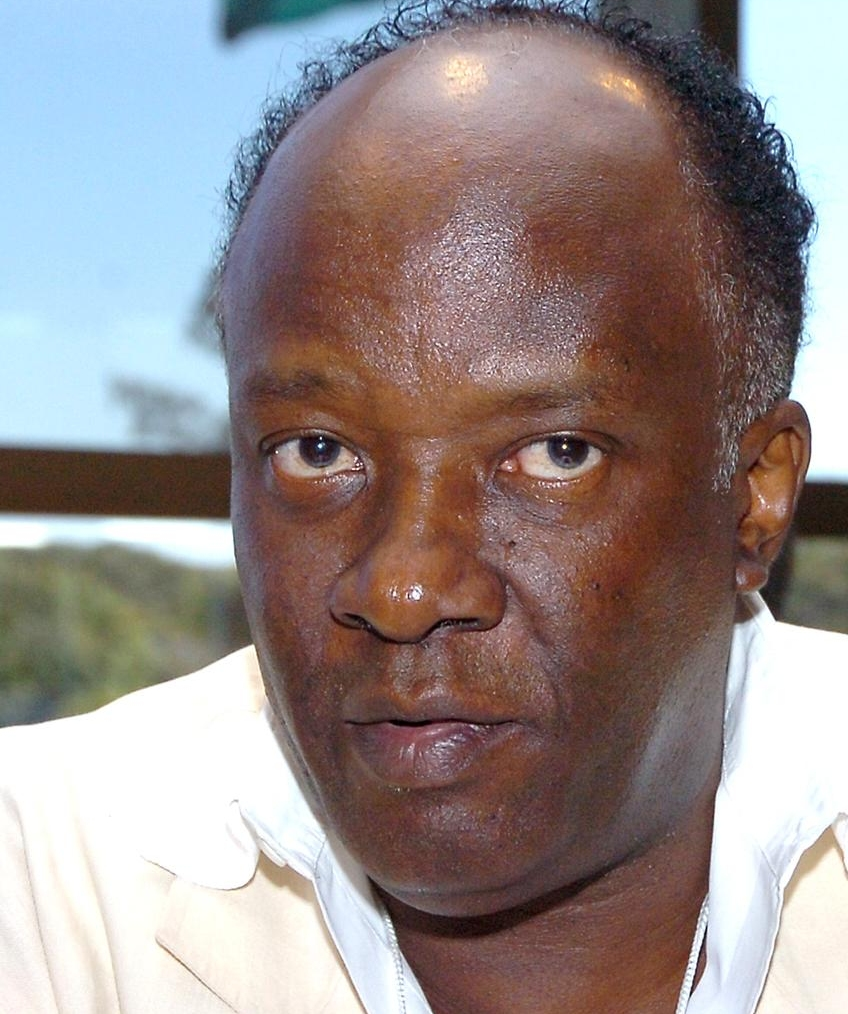
Antônio Pompeo, ator brasileiro.

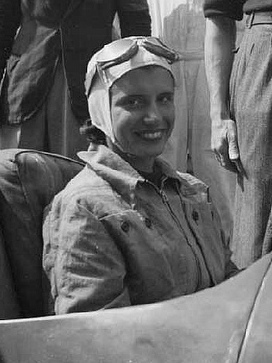
Maria Teresa de Filippis, automobilista italiana.

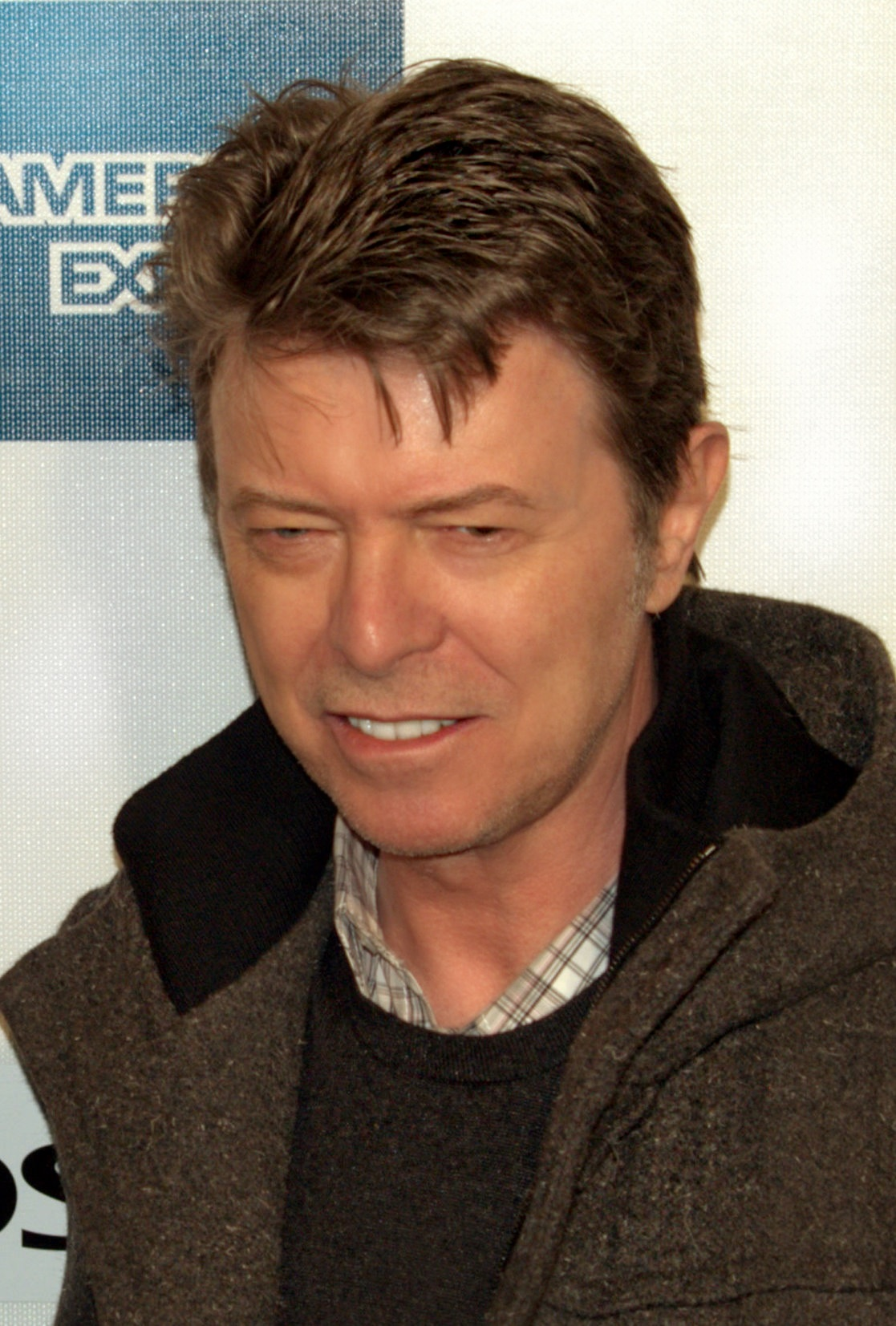
David Bowie, cantor inglês.

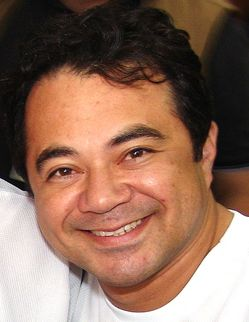
Shaolin, humorista brasileiro.

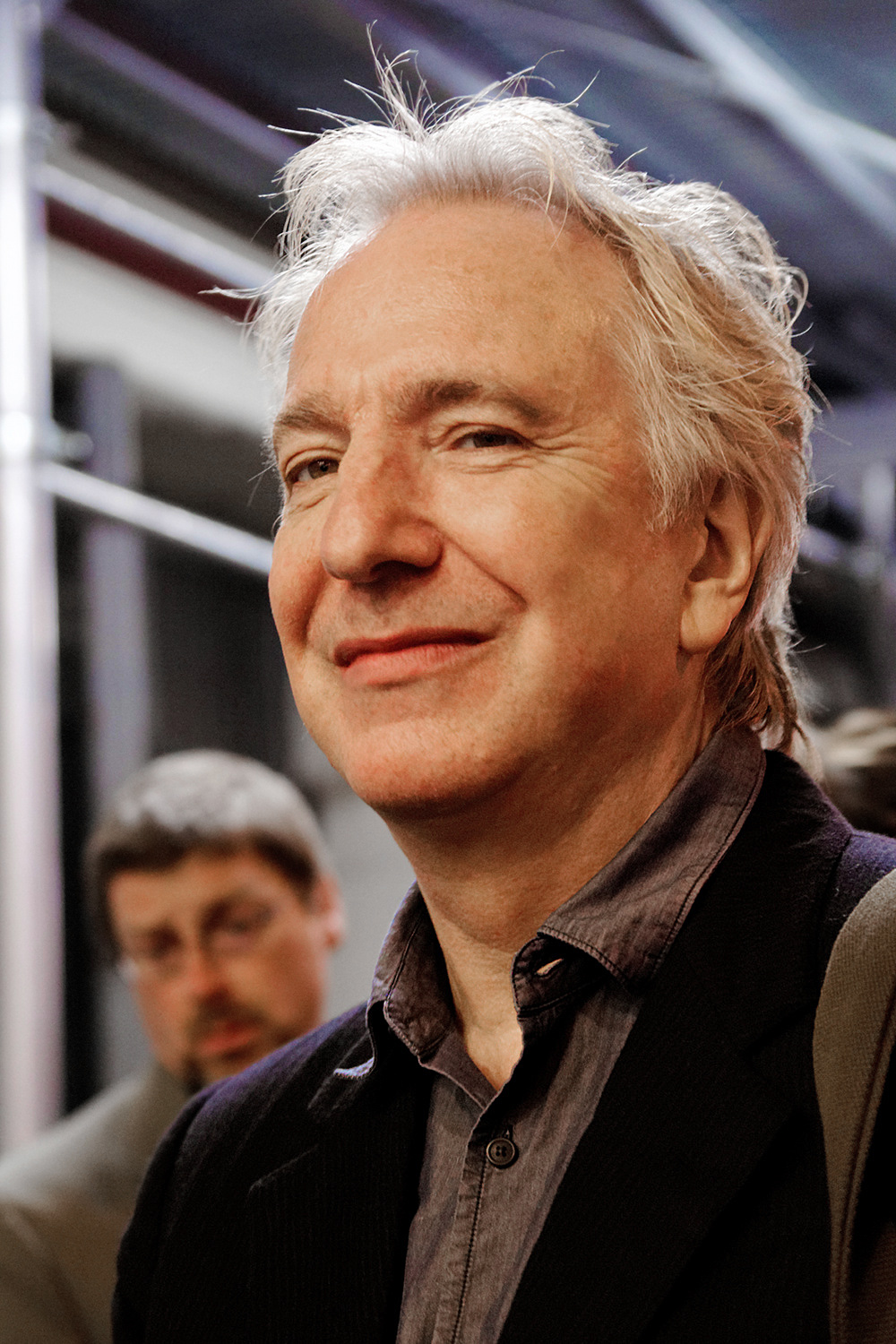
Alan Rickman, ator inglês.

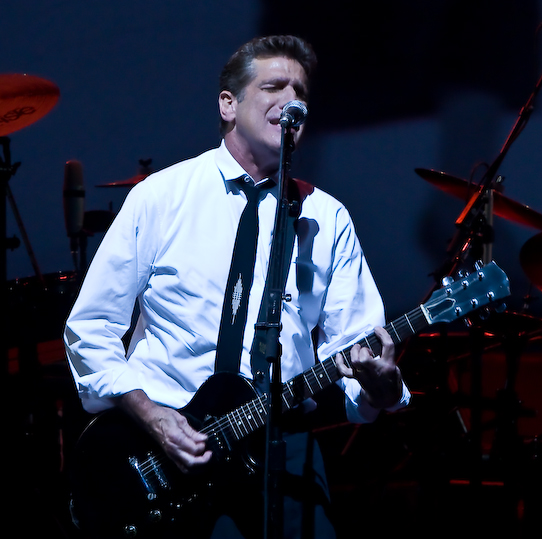
Glen Frey, músico norte-americano.

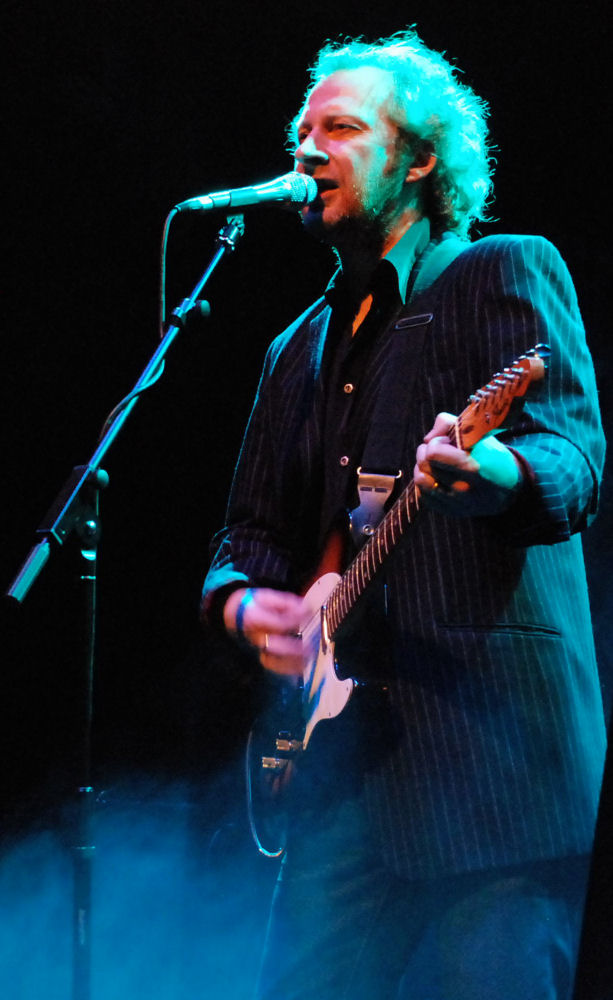
Black, cantor inglês.

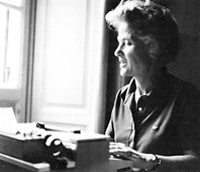
Elizabeth Eisenstein, historiadora norte-americana.

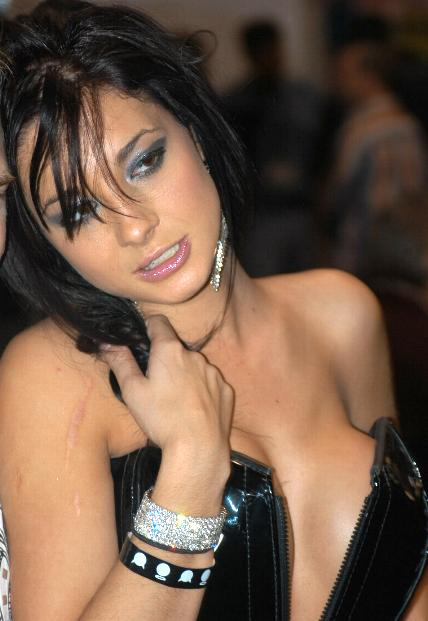
Tera Wray, atriz pornográfica estadunidense.

| Dia | Nome                                     | Profissão ou motivo de reconhecimento                         | Nacionalidade            | Ano de nasc. | Ref             |
| --- | ---------------------------------------- | ------------------------------------------------------------- | ------------------------ | ------------ | --------------- |
| 1   | Gilbert Kaplan                           | Maestro, jornalista e executivo                               | Estados Unidos           | 1941         | [ 1 ]           |
| 1   | Jim Ross                                 | Jogador de hóquei no gelo                                     | Reino Unido/ Canadá      | 1926         | [ 2 ]           |
| 1   | Vilmos Zsigmond                          | Diretor de fotografia                                         | Hungria/ Estados Unidos  | 1930         | [ 3 ]           |
| 1   | Natasha Aguilar                          | Nadadora                                                      | Costa Rica               | 1970         | [ 4 ]           |
| 1   | Brian Johns                              | Jornalista                                                    | Austrália                | 1936         | [ 5 ]           |
| 1   | Antonio Carrizo                          | Jornalista                                                    | Argentina                | 1926         | [ 6 ]           |
| 1   | Gilberto Mendes                          | Maestro e compositor                                          | Brasil                   | 1922         | [ 7 ]           |
| 1   | Fazu Aliyeva                             | Poeta, novelista e jornalista                                 | Rússia                   | 1932         | [ 8 ]           |
| 1   | Ian Pieris                               | Jogador de críquete                                           | Sri Lanka                | 1933         | [ 9 ]           |
| 1   | Jacques Deny                             | Matemático                                                    | França                   | 1916         | [ 10 ]          |
| 2   | Gisela Mota Ocampo                       | Política                                                      | México                   | 1982         | [ 11 ]          |
| 2   | Michel Delpech                           | Cantor                                                        | França                   | 1946         | [ 12 ]          |
| 2   | Shigeji Kaneko                           | Pugilista                                                     | Japão                    | 1931         | [ 13 ]          |
| 2   | Leonard Evans                            | Político                                                      | Canadá                   | 1929         | [ 14 ]          |
| 2   | Matt Hobden                              | Jogador de críquete                                           | Reino Unido              | 1993         | [ 15 ]          |
| 2   | Faris Ahmed Jamaan al-Showeel al-Zahrani | Terrorista                                                    | Arábia Saudita           | 1977         | [ 16 ]          |
| 2   | Ardhendu Bhushan Bardhan                 | Político                                                      | Índia                    | 1924         | [ 17 ]          |
| 2   | Maria Garbowska-Kierczyńska              | Atriz                                                         | Polónia                  | 1922         | [ 18 ]          |
| 2   | Nimr al-Nimr                             | Clérigo                                                       | Arábia Saudita           | 1959         | [ 16 ]          |
| 2   | Sabri Yirmibeşoğlu                       | General e secretário-geral                                    | Turquia                  | 1928         | [ 19 ]          |
| 2   | Alberto Targino                          | Produtor de bebidas                                           | Brasil                   | 1912         | [ 20 ]          |
| 2   | George Alexandru                         | Ator                                                          | Roménia                  | 1957         | [ 21 ]          |
| 2   | Vicente Camacho                          | Político                                                      | Marianas Setentrionais   | 1929         | [ 22 ]          |
| 3   | Paul Bley                                | Pianista                                                      | Canadá                   | 1932         | [ 23 ]          |
| 3   | Alberto Iniesta Jiménez                  | Prelado                                                       | Espanha                  | 1923         | [ 24 ]          |
| 3   | Peter Naur                               | Informático                                                   | Dinamarca                | 1928         | [ 25 ]          |
| 3   | Klaas Bakker                             | Futebolista                                                   | Países Baixos            | 1926         | [ 26 ]          |
| 3   | Demmus Hentze                            | Político                                                      | Ilhas Feroé              | 1923         | [ 27 ]          |
| 4   | Michel Galabru                           | Ator                                                          | França                   | 1922         | [ 28 ] [ 29 ]   |
| 4   | Robert Stigwood                          | Empresário e produtor musical                                 | Austrália                | 1934         | [ 30 ]          |
| 4   | Achim Mentzel                            | Apresentador de televisão e ator                              | Alemanha                 | 1946         | [ 31 ]          |
| 4   | Andres Rodriguez                         | Empresário e hipista                                          | Venezuela                | 1984         | [ 32 ]          |
| 4   | Gert Winkler                             | Produtor e diretor                                            | Áustria                  | 1942         | [ 33 ]          |
| 4   | Rūsiņš Mārtiņš Freivalds                 | Cientista da computação e matemático                          | Letônia                  | 1942         | [ 34 ]          |
| 4   | Tim Francis                              | Diplomata                                                     | Nova Zelândia            | 1928         | [ 35 ]          |
| 4   | Bulcsú László                            | Linguista                                                     | Croácia                  | 1922         | [ 36 ]          |
| 4   | Alexander O. Shirley                     | Jogador de críquete                                           | Ilhas Virgens Britânicas | 1927         | [ 37 ]          |
| 5   | Antônio Pompêo                           | Ator e artista plástico                                       | Brasil                   | 1953         | [ 38 ]          |
| 5   | Jean-Paul L'Allier                       | Político                                                      | Canadá                   | 1938         | [ 39 ]          |
| 5   | Pierre Boulez                            | Maestro, ensaísta e compositor                                | França                   | 1925         | [ 40 ]          |
| 5   | Jorge Lepra                              | Ministro e embaixador                                         | Uruguai                  | 1942         | [ 41 ]          |
| 5   | Danilo Kulinyak                          | Poeta, novelista, jornalista, ensaísta, historiador e ecólogo | Ucrânia                  | 1948         | [ 42 ]          |
| 5   | Mamdouh Abdel-Alim                       | Ator                                                          | Egito                    | 1956         | [ 43 ]          |
| 5   | Rudolf Haag                              | Físico                                                        | Alemanha                 | 1922         | [ 44 ]          |
| 6   | Silvana Pampanini                        | Atriz                                                         | Itália                   | 1925         | [ 45 ]          |
| 6   | Nivaria Tejera                           | Poeta e novelista                                             | Cuba                     | 1929         | [ 46 ]          |
| 6   | Qian Min                                 | Político                                                      | China                    | 1915         | [ 47 ]          |
| 7   | André Courrèges                          | Estilista                                                     | França                   | 1923         | [ 48 ]          |
| 7   | Anton Srholec                            | Sacerdote católico e salesiano                                | Eslováquia               | 1929         | [ 49 ]          |
| 7   | Patrick Connolly                         | Procurador-geral                                              | Irlanda                  | 1927         | [ 50 ]          |
| 7   | Sergey Shustikov                         | Futebolista e treinador                                       | Rússia                   | 1970         | [ 51 ]          |
| 7   | János György Szilágyi                    | Historiador                                                   | Hungria                  | 1918         | [ 52 ]          |
| 7   | Ashraf Pahlavi                           | Princesa                                                      | Irão                     | 1919         | [ 53 ]          |
| 7   | Anna Synodinou                           | Política e atriz                                              | Grécia                   | 1927         | [ 54 ]          |
| 7   | Brahim Chergui                           | Militar                                                       | Argélia                  | 1926         | [ 55 ]          |
| 7   | Fernanda Peres                           | Fadista                                                       | Portugal                 | 1931         | [ 56 ] [ 57 ]   |
| 8   | Medea Jugeli                             | Ginasta                                                       | Geórgia                  | 1925         | [ 58 ]          |
| 8   | Carlos Milcíades Villalba Aquino         | Bispo                                                         | Paraguai                 | 1924         | [ 59 ]          |
| 8   | Oscar Fritschi                           | Político                                                      | Suíça                    | 1939         | [ 60 ]          |
| 9   | Maria Teresa de Filippis                 | Automobilista                                                 | Itália                   | 1926         | [ 61 ] [ 62 ]   |
| 9   | Zelimxan Yaqub                           | Poeta e político                                              | Azerbaijão               | 1950         | [ 63 ]          |
| 9   | Ed Stewart                               | Radiodifusor                                                  | Reino Unido              | 1941         | [ 64 ]          |
| 9   | Vicente Troudart                         | Árbitro                                                       | Panamá                   | 1951         | [ 65 ]          |
| 10  | Bård Breivik                             | Escultor                                                      | Noruega                  | 1948         | [ 66 ]          |
| 10  | Abbas Bahri                              | Matemático                                                    | Tunísia                  | 1955         | [ 67 ]          |
| 10  | David Bowie                              | Cantor, compositor e ator                                     | Reino Unido              | 1947         | [ 68 ]          |
| 10  | Yusuf Zuayyin                            | Ex-primeiro-ministro                                          | Síria                    | 1931         | [ 69 ]          |
| 10  | Michael Galeota                          | Ator                                                          | Estados Unidos           | 1984         | [ 70 ]          |
| 10  | Kalevi Lehtovirta                        | Futebolista e treinador                                       | Finlândia                | 1928         | [ 71 ]          |
| 11  | Gunnel Vallquist                         | Escritora, tradutora e crítica literária                      | Suécia                   | 1918         | [ 72 ]          |
| 11  | José Queirós Vaz Guedes                  | Jogador de hóquei em patins                                   | Portugal                 | 1938         | [ 73 ]          |
| 11  | David Margulies                          | Ator                                                          | Estados Unidos           | 1937         | [ 74 ]          |
| 12  | Ruth Leuwerik                            | Atriz                                                         | Alemanha                 | 1924         | [ 75 ]          |
| 13  | Zaharije Trnavčević                      | Jornalista e político                                         | Sérvia                   | 1926         | [ 76 ]          |
| 13  | Tera Wray                                | Atriz pornográfica                                            | Estados Unidos           | 1982         | [ 77 ]          |
| 13  | Vladimír Binar                           | Poeta, novelista e tradutor                                   | Chéquia                  | 1941         | [ 78 ]          |
| 14  | Shaolin                                  | Humorista                                                     | Brasil                   | 1971         | [ 79 ]          |
| 14  | Leonid Jabotinski                        | Halterofilista                                                | Ucrânia                  | 1938         | [ 80 ]          |
| 14  | Alan Rickman                             | Ator                                                          | Reino Unido              | 1946         | [ 81 ]          |
| 14  | René Angélil                             | Empresário e músico                                           | Canadá                   | 1942         | [ 82 ]          |
| 14  | Franco Citti                             | Ator                                                          | Itália                   | 1935         | [ 83 ]          |
| 15  | Tunku Alif Hussein Saifuddin Al-Amin     | Real                                                          | Malásia                  | 1984         | [ 84 ]          |
| 17  | Blowfly                                  | Rapper e comediante                                           | Estados Unidos           | 1939         | [ 85 ]          |
| 18  | Glenn Frey                               | Cantor, compositor, ator e músico                             | Estados Unidos           | 1948         | [ 86 ]          |
| 18  | Michel Tournier                          | Escritor                                                      | França                   | 1924         | [ 87 ]          |
| 18  | António de Almeida Santos                | Advogado e político                                           | Portugal                 | 1926         | [ 88 ]          |
| 18  | Armando Loaiza                           | Diplomata e político                                          | Bolívia                  | 1943         | [ 89 ]          |
| 18  | Leila Alaoui                             | Fotógrafa                                                     | França/ Marrocos         | 1982         | [ 90 ]          |
| 18  | Mike MacDowel                            | Automobilista                                                 | Reino Unido              | 1932         | [ 91 ]          |
| 19  | Ettore Scola                             | Diretor de cinema                                             | Itália                   | 1931         | [ 92 ] [ 93 ]   |
| 19  | Richard Levins                           | Geneticista, ecologista e ativista político                   | Estados Unidos           | 1930         | [ 94 ]          |
| 19  | Joachim Fernandez                        | Futebolista                                                   | França/ Senegal          | 1972         | [ 95 ]          |
| 19  | Sheila Sim                               | Atriz                                                         | Reino Unido              | 1922         | [ 96 ]          |
| 19  | Yasutaro Koide                           | Supercentenário                                               | Japão                    | 1903         | [ 97 ]          |
| 20  | Nuno Teotónio Pereira                    | Arquiteto                                                     | Portugal                 | 1922         | [ 98 ]          |
| 20  | Mykolas Burokevičius                     | Político                                                      | Lituânia                 | 1927         | [ 99 ]          |
| 20  | Edward Yourdon                           | Cientista da computação                                       | Estados Unidos           | 1944         | [ 100 ]         |
| 20  | Chang Yung-fa                            | Empresário                                                    | Taiwan                   | 1927         | [ 101 ]         |
| 21  | Robert Sassone                           | Ciclista                                                      | França                   | 1978         | [ 102 ]         |
| 23  | Elisabeta Polihroniade                   | Enxadrista                                                    | Roménia                  | 1935         | [ 103 ]         |
| 23  | Dmitry Shirkov                           | Físico                                                        | Rússia                   | 1928         | [ 104 ]         |
| 24  | Jimmy Bain                               | Músico                                                        | Reino Unido              | 1947         | [ 105 ]         |
| 24  | Marvin Minsky                            | Cientista e matemático                                        | Estados Unidos           | 1927         | [ 106 ]         |
| 24  | Schalk van der Merwe                     | Tenista                                                       | África do Sul            | 1961         | [ 107 ]         |
| 25  | Cláudio Clarindo                         | Ultraciclista                                                 | Brasil                   | 1977         | [ 108 ]         |
| 26  | Barrington Watson                        | Pintor                                                        | Jamaica                  | 1931         | [ 109 ]         |
| 26  | Black                                    | Cantor                                                        | Reino Unido              | 1962         | [ 110 ]         |
| 26  | José Boavida                             | Ator                                                          | Portugal                 | 1964         | [ 111 ]         |
| 26  | Sahabzada Yaqub Khan                     | Diplomata e político                                          | Paquistão                | 1920         | [ 112 ]         |
| 26  | Abe Vigoda                               | Ator                                                          | Estados Unidos           | 1921         | [ 113 ]         |
| 26  | Gil Kahele                               | Político                                                      | Estados Unidos           | 1942         | [ 114 ]         |
| 26  | Zaw Zaw Aung                             | Escritor                                                      | Myanmar                  | 1937         | [ 115 ]         |
| 27  | Joseano Felipe                           | Halterofilista paraolímpico                                   | Brasil                   | 1973         | [ 116 ]         |
| 27  | Artur Fischer                            | Inventor                                                      | Alemanha                 | 1919         | [ 117 ]         |
| 28  | Francisco Amaral                         | Político                                                      | Brasil                   | 1922         | [ 118 ]         |
| 28  | Paul Kantner                             | Músico                                                        | Estados Unidos           | 1941         | [ 119 ] [ 120 ] |
| 28  | Aleš Debeljak                            | Poeta e ensaísta                                              | Eslovênia                | 1961         | [ 121 ]         |
| 28  | Signe Toly Anderson                      | Cantora                                                       | Estados Unidos           | 1941         | [ 122 ]         |
| 29  | Jacques Rivette                          | Cineasta                                                      | França                   | 1928         | [ 123 ] [ 124 ] |
| 29  | Jean-Marie Doré                          | Ex-primeiro-ministro                                          | Guiné                    | 1938         | [ 125 ]         |
| 29  | Cayetano Paderanga Jr.                   | Economista                                                    | Filipinas                | 1948         | [ 126 ]         |
| 30  | Francisco Flores Pérez                   | Ex-presidente                                                 | El Salvador              | 1959         | [ 127 ]         |
| 30  | Frank Finlay                             | Ator                                                          | Reino Unido              | 1926         | [ 128 ]         |
| 30  | Dov Yermiya                              | Ex-tenente                                                    | Israel                   | 1914         | [ 129 ]         |
| 30  | Tony Blaz                                | Político                                                      | Guam                     | 1958         | [ 130 ]         |
| 31  | Terry Wogan                              | Apresentador                                                  | Irlanda                  | 1938         | [ 131 ]         |
| 31  | Benoît Violier                           | Chef de cozinha                                               | França/ Suíça            | 1971         | [ 132 ]         |
| 31  | Mauro Dias                               | Crítico Musical                                               | Brasil                   | 1949         | [ 133 ]         |
| 31  | Elizabeth Eisenstein                     | Historiadora                                                  | Estados Unidos           | 1923         | [ 134 ]         |